# ماغنوس هيلستروم
ماغنوس هيلستروم (بالسويدية: Magnus Hellström)‏ هو متسابق يخت سويدي، ولد في 3 نوفمبر 1900 في غوتنبرغ في السويد، وتوفي في 29 أبريل 1980 في ستوكهولم في السويد.

## وصلات خارجية
- ماغنوس هيلستروم على موقع أوليمبيديا (الإنجليزية)
- ماغنوس هيلستروم على موقع اللجنة الأولمبية السويدية (السويدية)